# De la Gardie

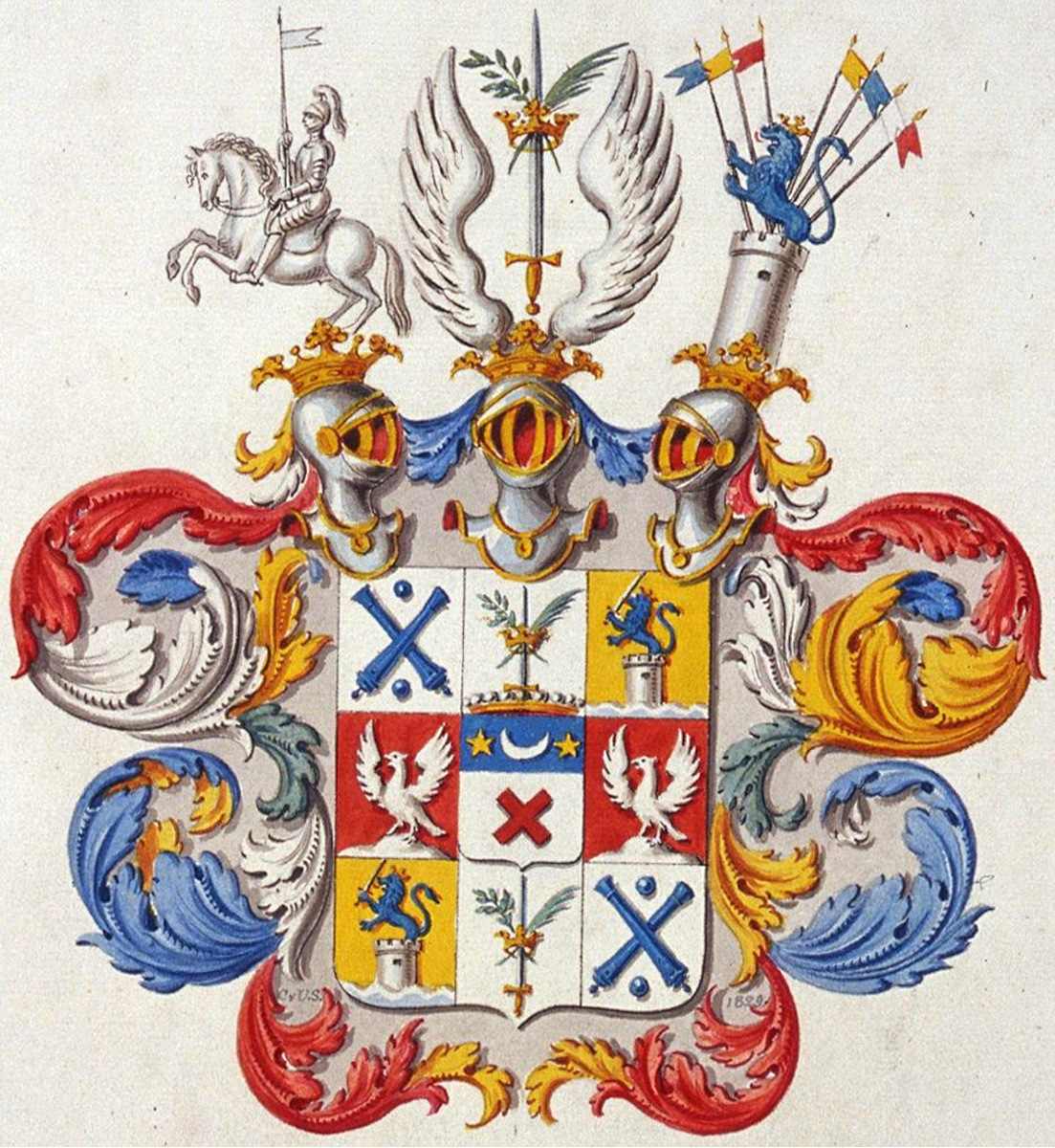
Escudo ampliado de la Familia De la Gardie.

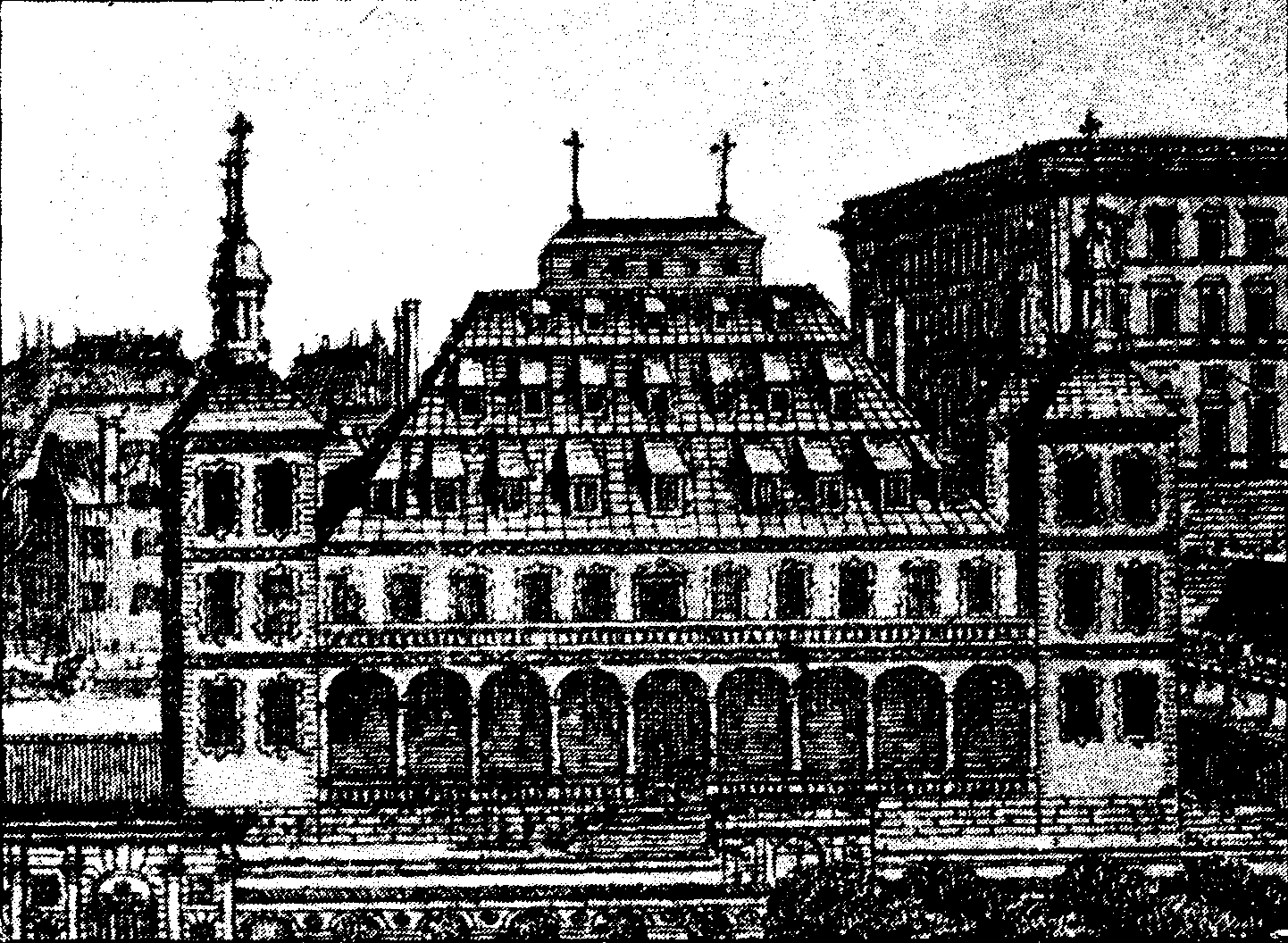
El Palacio Makalös de la familia De la Gardie, junto al Castillo Real en Estocolmo.

De la Gardie (también de la Gardie) es el nombre de una distinguida familia noble sueca de origen francés.

## Historia
El estatus social de la familia en Francia es incierto; el fundador, Ponce d'Escouperie, hijo del comerciante Jacques Escoperie, señor de La Gardie, y de Catherine de Sainte-Colombe, fue a Suecia como mercenario en 1565 y tomó el nombre de Pontus De la Gardie cuando se registró para la Casa de Caballeros. Recibió el título de friherre en 1571 y se casó con Sofía Johansdotter Gyllenhielm, una hija ilegítima del rey Juan III en 1580.
El título baronial terminó con el hijo mayor de Juan De la Gardie. El segundo hijo de Pontus De la Gardie, Jacob De la Gardie, recibió el título de conde de Läckö en 1615; su nieto Magnus Gabriel De la Gardie se convirtió en favorito de la reina Cristina y se casó con la prima de ella, la Condesa Palatina María Eufrosina de Zweibrücken (hermana de Carlos X Gustavo de Suecia).
El linaje comital de De la Gardie de Läckö está extinto. El actual jefe de la familia, Carl Gustaf De la Gardie (1946- ), vive en las afueras de Linköping.

## Miembros
Miembros destacados incluyen:
- Pontus De la Gardie (1520-1585), Gobernador de la Estonia sueca (1574-1575) y (1583-1585), casado con Sofía Johansdotter Gyllenhielm, hija ilegítima de Juan III de Suecia.
- Jacob De la Gardie (1583-1652), hijo de Pontus, lideró el Ejército sueco en Moscú.
- Johan De la Gardie (1582-1642), Gobernador de la Estonia sueca (1626-28).
- Magnus Gabriel De la Gardie (1622-1686), estadista sueco, hijo de Jacob.
- Maria Sofia De la Gardie (1627-1694), industrial.
- Axel Julius De la Gardie (1637-1710), mariscal de campo sueco, hijo de Jacob.
- Johanna Eleonora De la Gardie (1661-1708), dama de honor, poeta.
- Magnus Julius De la Gardie (1668-1710), general sueco y estadista, hijo de Axel.
- Brita Sophia De la Gardie (1713-1797), actriz amateur, personalidad de la cultura.
- Catalina Carlota De la Gardie (1723-1763), heroína.
- Eva Ekeblad, de soltera Eva De la Gardie, (1724-1786), científica.
- Hedvig Catharina De la Gardie (1732-1800), hija de Magnus Julius, esposa de Axel von Fersen el Viejo y madre de Axel von Fersen el Joven.
- Hedvig Ulrika De la Gardie (1761-1832), dama de honor.